# Kyriakos Ioannou
Kyriakos Ioannou (Chipre, 26 de julio de 1984) es un atleta chipriota, especialista en la prueba de salto de altura, con la que llegó a ser subcampeón mundial en 2009.

## Carrera deportiva
En el Mundial de Berlín 2009 gana la medalla de plata en salto de altura, con un salto de 2,32 metros, quedando en el podio tras el ruso Yaroslav Rybakov y por delante del polaco Sylwester Bednarek y el alemán Raúl Spank, estos dos últimos empatados con la medalla de bronce.